# Chilavert (Buenos Aires)
Chilavert es un barrio no oficial del partido de General San Martín, Provincia de Buenos Aires, Argentina, en la zona norte del Gran Buenos Aires.
Se encuentra repartido entre los barrios oficiales de  Villa Ballester Noroeste, y Villa Sucre.
Toma su nombre por la decimocuarta estación del ramal José León Suárez del Ferrocarril Bartolomé Mitre, la Estación Chilavert.
Se encuentra a 19 km de la ciudad de Buenos Aires.

## Toponimia

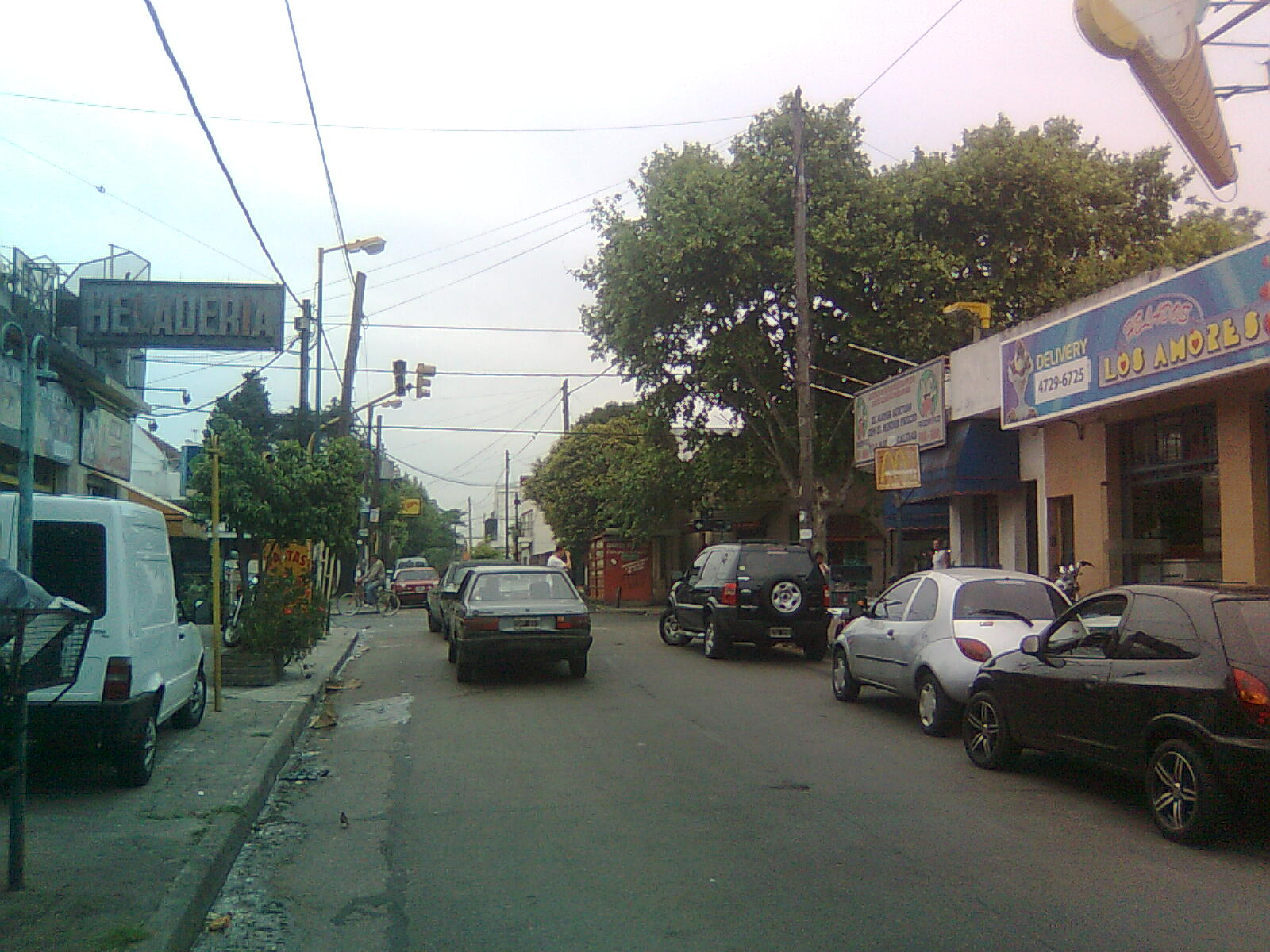
Esquina de Campichuelo (146) y Artigas (75).

En honor del coronel Martiniano Chilavert, combatiente de la Guerra del Brasil y de la facción unitaria en las guerras civiles argentinas, que se pone de parte del líder federal Juan Manuel de Rosas al ser invadida la Confederación Argentina por fuerzas aliadas de tropas argentinas y de la Banda Oriental y el Brasil, al mando de Justo José de Urquiza. Rosas desestima la propuesta del coronel Chilavert de no presentar batalla a las fuerzas aliadas, ocupar la ciudad de Buenos Aires con la infantería y artillería y mandar a la caballería al sur para reforzarla con la ayuda de los pueblos originarios. El "Restaurador de las Leyes" los tenía en la campaña bonaerense en caso de derrota de sus fuerzas. La batalla final ocurrió en la localidad de Caseros el 3 de febrero de 1852. Urquiza, aprovechando su poderosa caballería, concentró su ataque en el ala izquierda enemiga, constituida por una caballería mal organizada, tras cuatro horas y media terminó con la derrota del ejército rosista, con la resistencia importante de las fuerzas del coronel Chilavert.
Chilavert fue mandado fusilar, se resiste, y es muerto a bayonetazos y su cadáver abandonado por días en la calle.

## Sismicidad
La región responde a la «subfalla del río Paraná», y a la «subfalla del río de la Plata», con sismicidad baja; y su última expresión se produjo el 5 de junio de 1888 (137 años), a las 3.20 UTC-3, con aproximadamente 5,0 en la escala de Richter (terremoto del Río de la Plata de 1888).
La Defensa Civil municipal debe advertir sobre escuchar y obedecer acerca de
Área de
- Tormentas severas periódicas
- Baja sismicidad, con silencio sísmico de 137 años

## Personalidades
- Roberto de Vicenzo, golfista
- Hernán Maltese, historiador